# Јоанис Малокинис
Јоанис Малокинис (грч. Ιωάννης Μαλοκίνης; 1880 — 1942 ) је био грчки пливач, који је учествовао на Олимпијским играма 1896.
Малокинис се такмичио у пливању у дисциплини 100 м слободно за морнаре која је одржана ван званичног програма. У њој су учествовали једриличари грчке Краљевске морнарице. Без обзира на то, такмичење је укључено у базу података МОКа о освојеним медаљама. Учествовала су само три такмичара, а Малокинис је освојио златну медаљу. Време победника 2:20,4 било је скоро за минут слабије од победника трке у дисциплини 100 метара слободно Алфреда Хајоша 1:22,2, која је била на званичном програму.
Овом победом Малокинис је ушао у историју Олимпијских игара као најмлађи победник првих Олимпијских игара, јер је имао само 16 година.